# Troy Fitrell
Troy Damian Fitrell est un diplomate américain.
Il est l'ambassadeur des États-Unis en Guinée depuis le 18 décembre 2021.

## Biographie et étude
Fitrell a obtenu un Bachelor en Arts à l'Université du Maryland et une maîtrise en science au National War College.

## Carrière
Fitrell est membre de carrière du Senior Foreign Service, classe de conseiller. Il a été chef de mission adjoint aux ambassades des États-Unis en Éthiopie et à Maurice, directeur adjoint du Bureau des affaires de l'Afrique australe du département et directeur adjoint du Bureau de la coopération internationale en matière de sécurité au Bureau des affaires politico-militaires.
Il a été conseiller principal de l'envoyé spécial des États-Unis pour les Grands Lacs africains, coordonnant la politique américaine sur la sécurité transfrontalière, les questions politiques et économiques dans la région des Grands Lacs.
Fitrell a été membre Pearson du personnel de la commission des affaires étrangères de la Chambre et officier de surveillance au centre de réduction des risques nucléaires du département.

## Ambassadeur des Etats-Unis en Guinée
Le 15 juin 2021, le président Joe Biden a annoncé son intention de nommer Fitrell pour être le prochain ambassadeur des États-Unis en Guinée. Le 23 juin 2021, sa nomination a été envoyée au Sénat. Le 5 août 2021, une audition sur sa nomination a eu lieu devant la commission sénatoriale des relations extérieures. Le 19 octobre 2021, sa nomination a été signalée favorablement hors commission. Le 18 décembre 2021, le Sénat des États-Unis a confirmé sa nomination par vote vocal (en).

## Décoration
- Commandeur de l'ordre de national du Mérite de la république de Guinée[6].